# Can Ros Estrada
Ca l'Estrada o Can Ros Estrada és una torre noucentista al nucli de Sant Andreu de la Barca (al Baix Llobregat). Originàriament era previst engrandir-la. El 1986 estava enclotada, en pèssimes condicions. Va ser una casa residencial construïda el 1923, que va ser propietat de l'industrial Josep Ros Estrada. L'edifici va romandre anys completament tapiat en una de les quatre façanes on no hi ha obertures ni voladissos. Això és degut, segons sembla, a un litigi amb el propietari de la parcel·la del costat que la casa envaïa en part. L'any 2009 va ser reformada per convertir-la en una escola de bressol pel municipi.

## Arquitectura
La torre té diferents elements noucentistes: la barbacana està decorada amb esgrafiats policromats (alguns s'han hagut de refer sense poder reproduir-los). Les jardineres sota les finestres estan realitzades en mosaic de treball delicat i minuciós. Els esgrafiats sobre les obertures recalquen l'estil i es troben ben conservats.
Hi ha dos estucats destacats. Un d'ells és un estucat al marbre molt ben treballat i a la vegada esgrafiat, en molt bon estat de conservació. La composició és de garlandes simètriques. A l'altre el motiu esgrafiat és diferent, amb formes simètriques.
Hi ha una galeria d'estil modernista que originàriament era oberta i més tard es va tancar amb vidrieres. Està decorada amb ceràmica vidriada amb motius propis de l'estil, es conserva en bastant bon estat i amb els mateixos elements decoratius: ceràmica, estucats i mobiliari. El conjunt és prou homogeni.